# Lasionycta dolosa
Lasionycta dolosa es una especie de mariposa nocturna de la familia Noctuidae. Se encuentra en las Montañas Rocosas de Colorado.
Es diurna y habita por sobre la línea de árboles.
Los adultos vuelan desde principios de julio hasta mediados de agosto.